# Sprężarka odśrodkowa
Sprężarka odśrodkowa (promieniowa) charakteryzuje się przepływem promieniowym. Powietrze jest zasysane do środka obracającego się wirnika z umieszczonymi promieniowo łopatkami i jest odrzucane na zewnątrz wirnika na skutek działania siły odśrodkowej. Ruch powietrza w kierunku promieniowym skutkuje zarówno wzrostem ciśnienia jak i generowaniem energii kinetycznej. Zanim powietrze zostanie wprowadzone do środka następnego wirnika przechodzi przez dyfuzor i spiralę gdzie energia kinetyczna zamieniana jest na ciśnienie.
Na każdym stopniu sprężania osiągana jest pewna część ogólnego wzrostu ciśnienia generowanego przez sprężarkę. W maszynach przemysłowych maksymalna wartość stosunku ciśnień na stopniu sprężania sprężarki odśrodkowej jest zwykle niższa niż 3. Wyższe wartości stosunku ciśnień ograniczają sprawność stopnia sprężania. Niskociśnieniowe instalacje sprężarkowe o jednym stopniu sprężania stosowane są na przykład w oczyszczalniach ścieków. Wielostopniowe instalacje sprężarkowe mają możliwość chłodzenia międzystopniowego, co ogranicza zużycie energii.

## Konstrukcja sprężarki
Instalacje wielostopniowe mogą być ustawione w szeregu w oparciu o jeden wolnoobrotowy wał. Ta koncepcja często jest stosowana w przemyśle petrochemicznym, gazowniczym lub rozwiązaniach procesowych. Stosunek ciśnień w każdym stopniu sprężania jest niski, ale duża ilość stopni sprężania i / lub wiele sprężarek ustawionych w szeregu umożliwia osiągnięcie wymaganego ciśnienia wylotowego. W instalacjach sprężonego powietrza zintegrowana ze stopniami sprężania skrzynia przekładniowa umożliwia obracanie się wirników na szybkoobrotowych wałkach zębatych. Wirnik ma budowę albo otwartą albo zamkniętą. Budowa otwarta jest najczęściej spotykana przy sprężaniu powietrza. Wirnik wykonany jest zwykle ze stopu specjalnej stali nierdzewnej lub aluminium. W porównaniu z innymi typami sprężarek osiągane są tu bardzo wysokie prędkości od 15000 do 100000 obr / min.
Oznacza to, że wałek lub wałek zębaty sprężarki osadzony jest w łożyskach ślizgowych z warstwą olejową zamiast wałeczkowych. Z drugiej strony łożyska z warstwą powietrzną lub aktywne łożyska magnetyczne stosowane są w sprężarkach całkowicie bezolejowych.
Sprężarki wielostopniowe mają dwa wirniki zamontowane na każdym końcu tego samego wałka po to by wyrównać obciążenia osiowe spowodowane przez różnicę ciśnień. W przypadku standardowych zastosowań używane są 2 lub 3 stopnie sprężania chłodnicami międzystopniowymi.

## Rodzaje napędów
W nowoczesnych konfiguracjach odśrodkowych sprężarek powietrza stosowane są ultraszybkoobrotowe silniki elektryczne w celu bezpośredniego napędzania wirników. Ta technologia pozwala na stworzenie całkowicie bezolejowej kompaktowej sprężarki bez skrzyni przekładniowej i związanego z nią systemu smarowania.

## Typy uszczelnień
Każda sprężarka odśrodkowa musi być w odpowiedni sposób uszczelniona po to by ograniczyć przecieki w miejscu, w którym wałek przechodzi przez obudowę sprężarki. Stosuje się wiele typów uszczelnień, a najnowocześniejsze można spotkać w sprężarkach o dużej prędkości obrotowej przystosowanych do wysokich ciśnień. Cztery najczęściej spotykane typy uszczelnień to: uszczelnienia labiryntowe, uszczelnienia pierścieniowe (zwykle uszczelki grafitowe pracujące na sucho, ale stosowane są nawet uszczelnienia cieczowe), uszczelnienia mechaniczne i uszczelnienia hydrostatyczne.